# 悪魔城ドラキュラ 漆黒たる前奏曲
『悪魔城ドラキュラ 漆黒たる前奏曲』（あくまじょうドラキュラ ダークナイト プレリュード、英題: Castlevania Legends）は、1997年11月27日に日本のコナミから発売されたゲームボーイ用横スクロールアクションゲーム。悪魔城ドラキュラシリーズのゲームボーイ用ソフト3作目。
2023年10月にはゲームボーイ Nintendo Switch Onlineで配信開始された。

## ゲーム内容

### システム
「悪魔城ドラキュラ」および「ドラキュラ伝説」「ドラキュラ伝説II」の項のゲームシステムに関する記述も参照
主人公はシリーズ初となる女性主人公のソニア・ベルモンド。基本的なシステムは、ゲームボーイ版の前々作・前作である『ドラキュラ伝説』『ドラキュラ伝説II』両作を踏襲した横スクロールのステージクリア型アクションゲーム。プレイヤーはヴァンパイアハンターのソニアを操作し、鞭を武器に怪物が巣食う悪魔城に乗り込み魔王ドラキュラ伯爵打倒を目指す。本作には、これまでのゲームボーイ版シリーズにもあったロープにつかまっての上下移動や、鞭がパワーアップの2段階目で火球を発射する点などが引き継がれている。本作ではしゃがみ歩きも可能なほか、無敵能力「バーニングモード」や精霊の力の「ソウルウェポン」という新要素が追加された。
ステージ数は全6面で、1つのステージが前作より長めに作られている。本作は『悪魔城ドラキュラXX』のようなちょっとしたステージ探索要素も持っており、ステージ内には分かれ道があってルートが分岐しているところもある。隠しステージやトラップ部屋もある。そしてステージのどこかにあるシリーズ伝統のサブウェポンとなるコレクションアイテムを集めることでエンディング内容が分岐変化するマルチエンディング方式を採用している。
バーニングモードは、ソニアの潜在能力を引き出す特殊能力で、体力ゲージの下のバーニングゲージを消費することで発動できる。発動中は一定時間無敵状態になってダメージを受けなくなり、攻撃力・移動スピード・ジャンプ力といったソニアの身体能力が2倍になる。発動後は、次のステージに行くか、ミスしてリスタートになるまで再使用できない。
ソウルウェポンは、本作でのサブウェポンに相当し、精霊の力を借りるという魔法のようなものになっている。道中でアイテムとして任意に取得するのではなく、ステージボスを倒していくことで解放され自動的に追加されていく。ハートを消費して使用するのは従来通り。攻撃や回復など5種類あり、風、水、炎、聖、魔の順で入手できる（魔は隠しウェポン）。セレクトボタンで表示される特殊アイテム画面で選択して随時切り替え可能。
本作はスーパーファミコン用周辺機器のスーパーゲームボーイ使用時には、画面は13色カラーになり独自のピクチャーフレームが付く。

### ゲームモード
ゲームスタート時にゲームセレクトとして難易度を「スタンダードモード」か「ライトモード」か選べる。スタンダードモードは標準で、ライトモードは鞭が2段階パワーアップした状態でスタートする。本作には得点という要素はないが、クリアするまでに倒した敵の数がエンディングで「HIT SCORE」として表示される（HIT SCOREはセーブされない）。ゲーム途中から再開してプレイする場合は、前作はパスワード方式だったが、本作にはバッテリーバックアップが搭載されセーブ・ロード機能が付いている。セーブはステージ間でのみ可能。

## 設定

### ストーリー
中世トランシルバニア、悪魔の力を手に入れた男がいた。ドラキュラ伯爵。人々はその魔王に恐怖し、ただ暗黒時代に不安を唱えることしかできなかった。ドラキュラは超常の力と魔界より呼び出した闇の従者達を使い、絶望という暗黒をヨーロッパに広げていった。
時を同じくして不思議な力を持った1人の少女がトランシルヴァニアの片田舎で生まれた。普通の人間には理解できない大自然の超常的な存在と語り合える特殊な力も持っていた少女は、周囲の誰より早くその特異な力に気付いた祖父に「お前の力は決してお前のためだけに使ってはならない」と言い聞かされながら鍛えられ育った。
そして17歳のとき惨劇が突然少女を襲った。館がドラキュラの下僕である異形の怪物たちに襲撃され、麓の町に出かけていた少女が戻った時には息も絶え絶えの祖父が残されていただけだったのである。「今こそお前の力を役立てる時だ…」少女は祖父の形見の鞭を手に、ドラキュラ打倒のため悪魔城へと向かう。
少女の名はソニア。後にヴァンパイアハンターとして、ベルモンド家の名を世に残す先駆けとなった存在である。

### 補足およびサイトでの扱い
本作のストーリーは発売当時、悪魔城ドラキュラシリーズの作中における最古の出来事であり「今明かされるドラキュラ伝説の過去」、「ドラキュラの歴史の全てはここから始まっていく」という触れ込みで発売された。
なお、本作はマルチエンディングシステムであるため、ストーリーの結末はひとつに固定されているわけではない。また、作品内での年代も「中世」となっていて詳細な年数までは示されていない。
その後インターネット上では、1999年に公開された悪魔城ドラキュラシリーズ公式サイト「悪魔城ドラキュラの世界」の作品ストーリー年表には本作も記載されており、2005年に公開された「悪魔城ドラキュラシリーズ総合サイト」の年表のページには本作の登場人物や出来事が記載されていなかったが、作品紹介のページには記載されていた。2018年にリニューアルされて以降の悪魔城ドラキュラシリーズ公式サイトでは、HISTORYのページに本作も記載されている。

## キャラクター
ソニア・ベルモンド
本作の主人公。金髪碧眼の17歳女性。ヴァンパイアハンターとして、ベルモンド家の名を後の世に残す先駆けとなった少女であり、祖父に学んだ鞭さばきと、幼少時から人には見えない存在の精霊たちと触れ合える術を会得している。攻撃武器は鞭のみであるが（キャラクターイラストでは剣も所持している）、ソウルウェポンやバーニングモードという特殊能力を使える。ソウルウェポンはボス敵が生贄として捕獲している精霊たちの力を借りてサブウェポンとして使い、攻撃のほか回復も可能。バーニングモードはソニアが持っている天性の自己防衛能力で、発動中は無敵になり攻撃力や移動速度も2倍になるなど一時的に身体能力が飛躍的に上昇する。鞭は前作のクリストファー同様、2段階パワーアップで火球を撃てる。
アルカード
ステージ4のボスとして登場。『悪魔城伝説』で初登場したドラキュラの息子。ドラキュラを倒す望みを託すため、悪魔城のどこかで試練の時を待っている。外見は『悪魔城伝説』のそれとは違い、『悪魔城ドラキュラX 月下の夜想曲』のような容姿と服装をしている。近距離では剣による攻撃、離れると火弾を放ってくる。距離が開くとコウモリに変身して空を飛び反対側に移動する（コウモリ時は攻撃しても当たり判定が無い）。
ドラキュラ伯爵
最終ボス。悪魔城の城主である魔王。『ドラキュラ伝説』同様に、正面を向いたスタイルで瞬間移動して火弾を放ってくる。一度倒すと巨大な怪物と化し、頭部が瞬間移動して8方向に火弾を放ってくる。

## 移植版
| No. | タイトル                            | 発売日                        | 対応機種        | 開発元 | 発売元 | メディア     | 型式 | 備考 | 出典                    |
| --- | ----------------------------------- | ----------------------------- | --------------- | ------ | ------ | ------------ | ---- | ---- | ----------------------- |
| 1   | ゲームボーイ Nintendo Switch Online | 2023年10月30日 2023年10月31日 | Nintendo Switch | 任天堂 | 任天堂 | ダウンロード | -    | -    | [ 5 ] [ 6 ] [ 7 ] [ 8 ] |

## スタッフ
- プロデューサー：福井博幸
- ディレクター：山下幸紀
- プログラマー：山口佳輝
- グラフィック・デザイナー：内田和伸
- サウンド・デザイナー：岡田蘭、岩田陽一
- プロダクト・デザイナー：日吉司
- スペシャル・サンクス：山田豊広、チーム・アペイロン

## 評価
- ゲーム誌『ファミ通』の「クロスレビュー」では合計20点（満40点）[9]となっている。

- 本作は既にPlayStationなどのいわゆる「次世代機」が存在する時代に、ゲームボーイという旧世代ハードの制約もあって、ゲームグラフィックは拙くサブウェポンはソウルウェポンになっており、十字架や聖水はグラフィックがあるだけで使えない[注釈 4]。主人公ソニアが強すぎてゲームの難易度は簡単で[注釈 5]、[独自研究?]『懐かしゲームボーイパーフェクトガイド』では「今でいうコンシューマゲームを無理にアプリにした感じだった。やりごたえという点で不満の声は多かった」と記載されている[11]。

- 一方で、『ゲームボーイパーフェクトカタログ』では、「強力なバーニングモードシステムでパワフルに敵を倒せるのが快感だ」と肯定的に評価されている[12]。

## 関連商品
攻略本
KONAMI OFFICIAL GUIDE コナミ完璧攻略シリーズ21『悪魔城ドラキュラ -漆黒たる前奏曲- 公式完全ガイドブック』
発売：双葉社、発行：コナミ。1997年12月25日発行、ISBN 9784575160857
サウンドトラック
『悪魔城ドラキュラ Best Music Collections BOX』
2010年3月24日発売。
漆黒たる前奏曲のBGMはこれが初のサウンドトラックCD化であり、全19曲収録で未使用曲も1曲収録されている。
なお、後に発売された別のサウンドトラックCD-BOXであるミュージックフロム悪魔城ドラキュラにも収録されている。
開発中止になった作品
『Castlevania Resurrection』
悪魔城ドラキュラシリーズの3Dアクションゲームとして開発され、2000年頃に北米で発売予定だったドリームキャスト用ソフト。ソニア・ベルモンドが主人公の1人として登場する予定だった。スクリーンショットなども公開されていたが、完成することなく開発中止となっている。